# Peter Andreas Hansen
Peter Andreas Hansen (Tønder, 8 de dezembro de 1795 — Gotha, 28 de março de 1874) foi um astrônomo dinamarquês.
Nasceu em Tønder, Ducado de Schleswig.

## Obituários
- AN 83 (1874) 225/226 (em alemão)
- MNRAS 35 (1875) 168